# Karl Stohanzl
Karl Stohanzl (21. března 1879 Jihlava – 28. května 1945 Brno) byl pilot, válečný letec a instruktor v Rakousko-Uherské armádě a po válce československý automobilový závodník jako tovární jezdec Čs. Zbrojovky a. s. v Brně. Ve své době patřil k nejpopulárnějším automobilovým závodníkům v Brně a na Moravě.

## Životopis
Narodil se 21. 3. 1879 v Jihlavě v rodině vrchního učitele Jakoba Stohanzla a Franzisky Stohanzl (roz. Wanitschek). Jeho otec vyučoval na dívčí obecné škole, později na K.k. Staats-Gymnasiu a byl mj. členem C.k. okresní školské rady za okres Jihlava. Rodina Stohanzlů bydlela v domě na Stürzergasse 2 (dnes Srázná), kde se také narodil.  Měl dva mladší sourozence Richarda (*14. 1. 1881, zemřel jako dítě 3. 2. 1881) a Berthu (*27. 1. 1884). Jeho křestní jméno se v některých pramenech uvádí jako Carl, po vzniku Československa v počeštělé podobě Karel.
Vystudoval odbornou obchodní školu v Jihlavě a již jako vojenský letec se 27. září 1913 oženil se Slovinkou Olgou Suša (*25. 3.1889 - †28. 5. 1945). Sňatek uzavřeli ve slovinském Senožeče (20 km západně od Postojne), odkud snoubenka pocházela. Po první světové válce žil v Brně, kde získal i domovské právo. Bydlel v domě v Kostelní ulici, později přejmenované na Dra Rašína č. 10 (rohový dům Rašínova/Jakubské náměstí), později od roku 1923 na Pekařské 62.
Po II. světové válce 28. května 1945 společně s manželkou spáchali ve svém bytě na Pestalozzigasse 11 (dnes Čápkova)  sebevraždu oběšením. Karl a Olga Stohanzlovi jsou pohřbeni na Ústředním hřbitově města Brna. O tři dny později, v noci ze 30. na 31. května 1945 proběhl tzv. Brněnský pochod smrti. Češi z Brna přinutili odejít téměř 20 tisíc Němců. Lze se pouze jenom domnívat, že tento odsun německy mluvících obyvatel zásadně ovlivnil rozhodnutí Karla Stohanzla, instruktora létání a automobilového závodníka akciové společnosti Československá Zbrojovka Brno.

## Pilot, válečný letec a instruktor
Byl jedním z prvních pilotů v Rakousko-Uhersku. Naučil se létat soukromě ve Vídeňském Novém Městě (Wiener Neustadt) na dvouplošníku zkonstruovaném Gabrielem Voisinem (Aéroplanes G. Voisin), který byl ve vlastnictví hraběte Alexandra Kolowrata. Mezinárodní pilotní diplom FAI č.14 od rakouského Aero Klubu získal již 30. srpna 1910. Stal se pak vojákem z povolání, vojenským (polním) pilotem a instruktorem v rakousko-uherské armádě (vojenské letectvo k.u.k. Luftfahrtruppen). První vojenský pilotní kurz v Rakousko-uherské monarchii se konal od 19. 4. 1911 na vojenském letišti ve Wiener Neustadtu. Jediným ryzím Čechem v tomto kurzu byl Rudolf Holeka (pilotní průkaz č. 39), pozdější brigádní generál čs. letectva. Instruktorem v kurzu byl i nadporučík Karl Stohanzl. V tom období získali pilotní průkazy mj. hrabě Alexander Saša Kolowrat (pilotní průkaz č. 15) a Otto Hieronimus (pilotní průkaz č. 17).

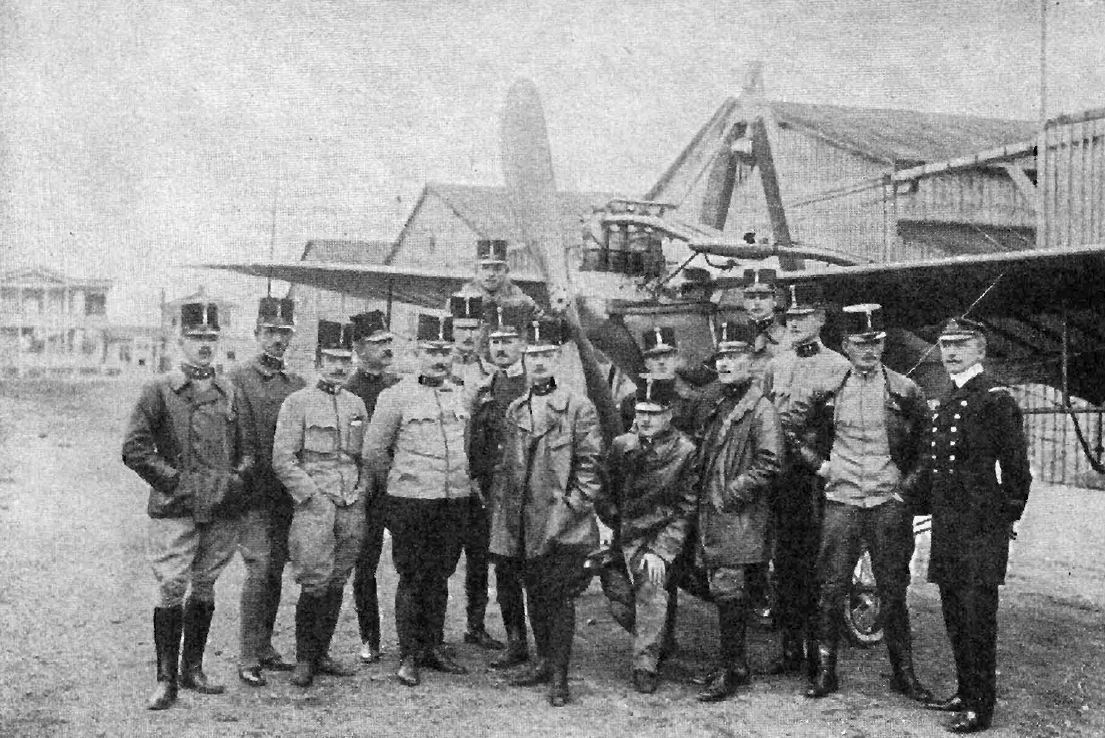
Účastnici leteckého kurzu, zleva 2. Karl Stohanzl, 3. Rudolf Holeka (1911)

Karl Stohanzl se stal populární osobností rakousko-uherského letectva. Podnikl řadu letů, které se setkaly s nadšením veřejnosti. Dne 28. srpna 1911 přiletěl kolem půl osmé ráno i nad své rodné město. Startoval v 5 hodin z letiště ve Vídeňském Novém Městě a přistál v blízkosti Jihlavy. Let do Jihlavy tedy trval 2 h 30 minut. Odpoledne uspořádal krátký ukázkový let. Celá tato událost prý přilákala asi 10 000 lidí. Další veřejný let převedl např. od 25. do 29. září 1912 v Innsbrucku v rámci tamních leteckých dnů. Od listopadu 1912 vedl jako velitel kurzy polních pilotů v Gorici. V březnu 1913 byl dle rozkazu PVB 1/Nr.11 jmenován k. u. k. polním pilotem.
V srpnu 1914 byla na vídeňském letišti v Ošprech (Aspern/Donaustadt) zformována Letecká setnina 3 (Flik 3, Fliegerkompanie). Velitelem byl jmenován kapitán Karl Stohanzl. Jednotka byla nasazena od 18. října 1914 u 2. armády na ruské frontě na polním letišti v podkarpatské Bażanówce u Sanoku v Haliči. Na konci února 1915 byl velením jednotky pověřen nadporučík Rudolf Holeka, po válce velitel československého leteckého pluku 3 a velitel Vojenského leteckého učiliště v Prostějově (1929 – 1933) v hodnosti brigádního generála. Stohanzl po opuštění Fliku 3 působil za první světové války jako letecký pozorovatel u několika Fliků a až do konce války jako velitel polní letecké školy v jihotyrolském Campoformido, nedaleko Udine. Zde se nachází jedno z nejstarších italských letišť, ze kterého mj. vzlétlo letadlo Caproni Ca. 33 pilotované M. R. Štefánikem směrem na Bratislavu, kde při přistávání havarovalo a Štefánik zahynul. K 28. říjnu 1918 byl zařazen do vznikající československé armády jako kapitán 43. pluku pěšího vojska. Do zálohy odešel v hodnosti majora.

## Funkcionář v autoklubu a automobilový závodník
Po vzniku Československa se usadil v Brně. Byl již ve výslužbě. Počátkem 20. let byl zástupcem automobilky Laurin & Klement v Brně a prodával automobily. Jeho firma Autopalace K. Stohanzl sídlila v Kostelní 10, kde i bydlel. Dnes v rohovém domě Rašínova 10/Jakubské náměstí 644/3 je prodejna Zdravotnických potřeb "U sv. Jakuba". Stal se členem německého Moravsko-slezského automobilklubu v Brně (MSAC, 1923), ale záhy "přestoupil" do Československého automobilového klubu pro Moravu a Slezsko (ČAMS, 1924). Působil v nich jako funkcionář, jako technický komisař a pořadatel sportovních akcí, které ČAMS pořádal. Potom se začal věnovat velmi intenzivně automobilovému sportu. V druhé polovině 20. let - to mu již "táhlo" na padesátku - začal jezdit i závodit v automobilech brněnské Československé zbrojovky, a.s. jako tovární, zkušební a závodní jezdec např. v soutěžích, v závodech do vrchu a na okruzích.

### 1921

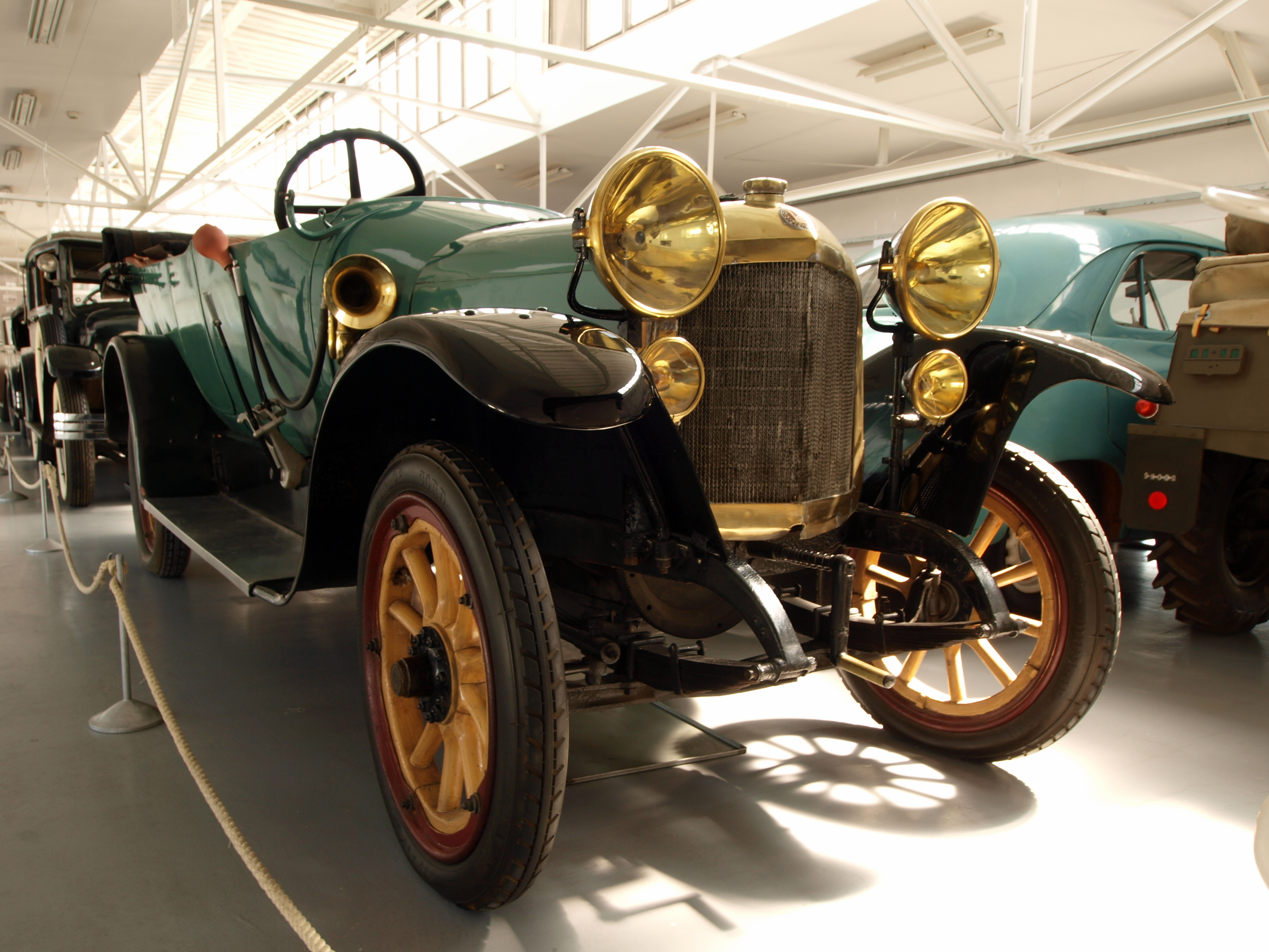
Laurin & Klement S (1921)

Jako brněnský zástupce automobilky Laurin & Klement startoval 2. října 1921 na závodu do vrchu Ecce Homo ve Šternberku. V třídě osobních automobilů do 3,5 l (kat. VIII.) na stroji Laurin & Klement S obsadil v čase 9:16,4 min 9. místo. Podle jiného zdroje na tratí 7,75 km dlouhé dosáhl času 9:22,0 min a v celkovém pořadí automobilů všech tříd obsadil 16. místo. Do mezinárodního závodu, který uspořádal německý Moravsko-slezský automobil klub MSAC z Brna (Mährisch-Schlesischen Automobilclub Brünn), byl přihlášen za svůj podnik Autopalace Brünn.

### 1925
První velké zkušeností pro něj byly vývojové zkoušky osobního automobilu Z 18 konstruktéra ing. Františka Mackrleho. Během července a srpna 1925 najezdil jako testovací řidič přes 6000 km po Moravě a Čechách. Počátkem září se s vozem naloženým nářadím, pneumatikami a náhradními díly vydal na cesty křížem krážem po Evropě. Trasa dlouhá přes 9200 km vedla přes Rakousko do Itálie (přes Alpy a Dolomity až do Neapole), potom do Německa (Hamburg) a Polska (Štětín). Do Brna se vracel přes jižní Tyrolsko, kde překonal i horský průsmyk Jaufenpass (2229 m n. m.). Po návratu sepsal o cestě podrobnou zprávu, na jejímž základě správní rada společnosti dala souhlas k přípravě a zahájení výroby nového vozu Z 18. Ten se vyráběl v letech 1926–1930.

### 1927
V zimní soutěži spolehlivosti W.M.H.V. (Wiener Motorsportliche Herren-fahrer Vereinigung, Vídeňský svaz pánských jezdců) z Vídně do Burgerlandu dobyla brněnská Zbrojovka se svými vozy Z 18 "teamové" ceny. Řidiči R. Müttermüller, nadporučík v.v. B. Soffer a major v.v. K. Stohanzl v prvním mezinárodním startu těchto vozů na soutěži dlouhé 130 km dojeli bez trestných bodů. Jízdy se zúčastnilo celkem 144 konkurentů na vozech a motocyklech nejrůznějších značek, mezi nimiž byly stroje známých zahraničních továren. Po propočítání výsledků obdržel první z 26 čestných cen Karl Stohanzl z Československé zbrojovky, akc. sp. v Brně.
Na 2. ročníku Pradědského okruhu (19. června) již startoval tovární tým Zbrojovky Brno se třemi vozy. Vavřín v kategorii do 1,1 l, která se jela na 10 kol (224 km), pro brněnskou Zbrojovku získal Rychard Müttermüller v čase 3:06:15,7 h. Úspěch Zetky byl dokonán i třetím místem mjr. ve výslužbě, Karla Stohanzla (závodící od toho data pod pseudonymem "Flieger", které si zvolil jako bývalý vojenský pilot v rakousko-uherské armádě) a šestým místem Bedřicha Soffera, který zajel v předposledním, 9. kole nejrychlejší kolo třídy za 18:10,9 min. Všichni zbrojováci jeli na typu Z 18.
Na VII. ročníku mezinárodního závodu do vrchu Schöber (Stožec) u Rumburka v kategorii sportovních vozů do 1,1 l byl Müttermüller první za 3:06,4 min, druhý byl Soffer (3:12,9 min). V kategorii závodních vozů do 1,1 l byl nasazen Karl "Flieger" Stohanzl a obsadil první místo v čase 3:08,4 min.

### 1928
Soutěžní sezóna byla zahájena již 22. ledna účastí továrního týmu Zbrojovky na mezinárodní Rakouské zimní soutěži spolehlivosti. Ve velké a silné konkurenci, složené z vozů známých osvědčených značek, dobyl tříčlenný tým Zetek ("Flieger", Müttermüller a Soffer) vítězství opravdu senzačního, neboť dojel s matematickou jistotou bez jediného trestného bodu. Získal cenu pro tým a tři medaile pro jednotlivce, jakož i pohár za nejpravidelnější a nejhospodárnější jízdu. Tento úspěch se stal nejlepším vysvědčením pro kvalitu sériových vozů Z 18.
Na 5. ročníku klubového závodu ČAMS (Československý automobilový klub pro Moravu a Slezsko) do vrchu Brno-Soběšice 13. května 1928 vyslala Zbrojovka silnou ekipu jezdců a vozů. Karl "Flieger" Stohanzl startoval na typu Zbrojovky Z 4V (motor M6 – dvoupístový dvoudobý dvouválec, podélně zdvojený, zdvihový objem 0,995 l, max. výkon 34 kW/46 k) a zvítězil v třídě sportovních vozů do 1,1 l. "Flieger" překonal svým časem 3:08,0 min rekord této třídy. Úspěch zbrojováckých vozů dokonali Bedřich Soffer na Z 6V se šestiválcovým, dvoudobým motorem (Z 2) o zdvihovém objemu 1085 cm3 se dvěma kompresory, když zvítězil a vytvořil rekord třídy závodních vozů do 1,1 l, a Karel Tunal Divíšek na sériovém Z 18 vítězstvím v cestovních vozech do 1000 cm³.

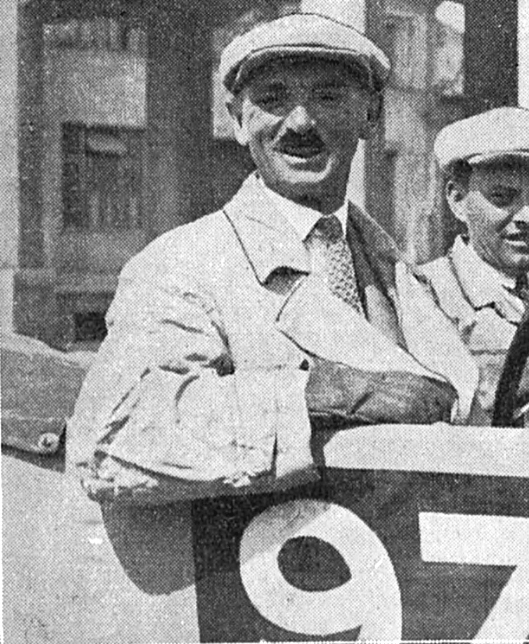
Karl Stohanzl (1929) po Mezinárodní alpské jízdě

Na III. ročníku Pradědského okruhu (3. června 1928) Zbrojovka vyslala do závodu 7 jezdců, z nichž byla většina na nových šestiválcích s kompresory Z 6V a nebo na dvouválcích s kompresory Z 4V. "Flieger" na Zetce již již vypadal jako jistý vítěz v kubatuře do 1100 cm³. Vedl ještě po 10. kole z 12 vypsaných (do cíle mu scházela jen dvě kola). Zde ho zastihla porucha, která ho vyloučila z boje a uvolnila cestu vítězství Liebigovi na Amilcaru (12 kol/268,8 km). Ze sedmi vozů Z na startu bylo jich klasifikováno 5 (2.-6. místo do 1,1 l).
Závod (VIII. otevřený závod do vrchu Schöber) se konal dne 17. června 1928. Přihlášeno bylo 46 vozidel, z nichž 40 startovalo a 38 dosáhlo cíle. Z československých továren se oficiálně účastnila závodu pouze Zbrojovka Brno. Ve sportovních vozech do 1,1 l a v kategorii sportovních automobilů všech tříd zvítězil na velmi špatném terénu a v silném dešti Karl Stohanzl na Z 4V v čase 3:13,6 min.
Alpská soutěž spolehlivosti (Mezinárodní alpská jízda) se konala 12.-16. srpna za pořadatelství autoklubů Švýcarska, Itálie, Německa a Rakouska. Startovala v Miláně a po pěti dnech končila po 1752 km v Mnichově. Účast přihlášených byla velmi značná: 13 týmů a 63 jednotlivců. Z československých vozů zúčastnil tovární tým brněnské Zbrojovky a cestovních vozech Z 18 (Stohanzl st. č. 97, Soffer st. č. 98 a Karger st. č. 99). Tým Zbrojovky nebyl klasifikován, protože Soffer již v 1. etapě vzdal a soutěž nedokončil. Oba zbývající jezdci soutěž dokončili a za výslednou klasifikaci dostali poháry pro jednotlivce z mezinárodní Alpské jízdy.
Bedřich Soffer 5. září 1928 při testování vozu Z 6V havaroval a při nehodě zahynul. Smrt Bedřicha Soffera vedla Ing. Mackrleho k rezignaci na místo šéfkonstruktéra ve Zbrojovce.

### 1929
Po roční přestávce kvůli opravě trati 28. dubna 1929 přilákal 12. ročník mezinárodního závodu do vrchu Zbraslav-Jíloviště na 100 000 diváků. I tento ročník přinesl nové rekordy v řadě kategorií. Ve sportovních automobilech od 750 do 1100 cm³ (kat. G) zvítězil na Z 4V v čase 3:52,4 min "Flieger" a současně vytvořil rekord kategorie G, za což obdržel od pořadatele akce (AKRČs.) křišťálový pohár. Anton Kahle s vozem Z 6V rovněž ve své třídě závodních vozů do 1100 cm³ rovněž v rekordu kategorie zvítězil.

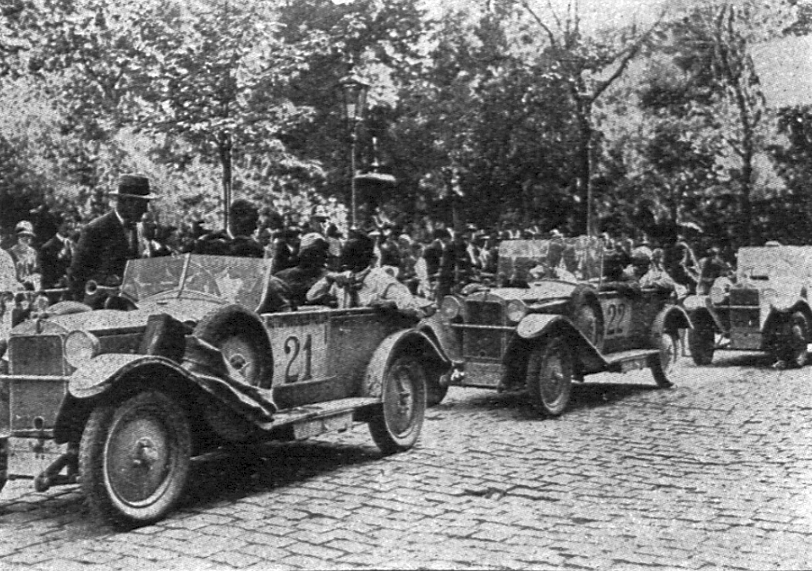
Tým Zetek na soutěži Automobil Klub Polski, st. č. 22 Karl Stohanzl (1929)

Ve dnech 16.-23. června 1929 se konala VIII. mezinárodní soutěž, kterou uspořádal Automobil Klub Polski. Se startovními čísly 21-24 se soutěže zúčastnili s vozy Z 18 K.Divíšek, K. Stohanzl, J. Mamula a Polák Wojcech Kolaczkowski. Soutěž částečně vedla i přes Československo (3. etapa končila v Opavě a 4. v Praze). Celkem osmietapová soutěž měřila úctyhodných 3100 km. Nejlépe na voze Z 18 soutěž dokončil "Flieger" na 13. místě, Mamula byl 15 a Divíšek 18. Polák Kolaczkowski soutěž nedokončil pro havárii v 5. etapě, kdy kolidoval s vozem naloženým kmeny.

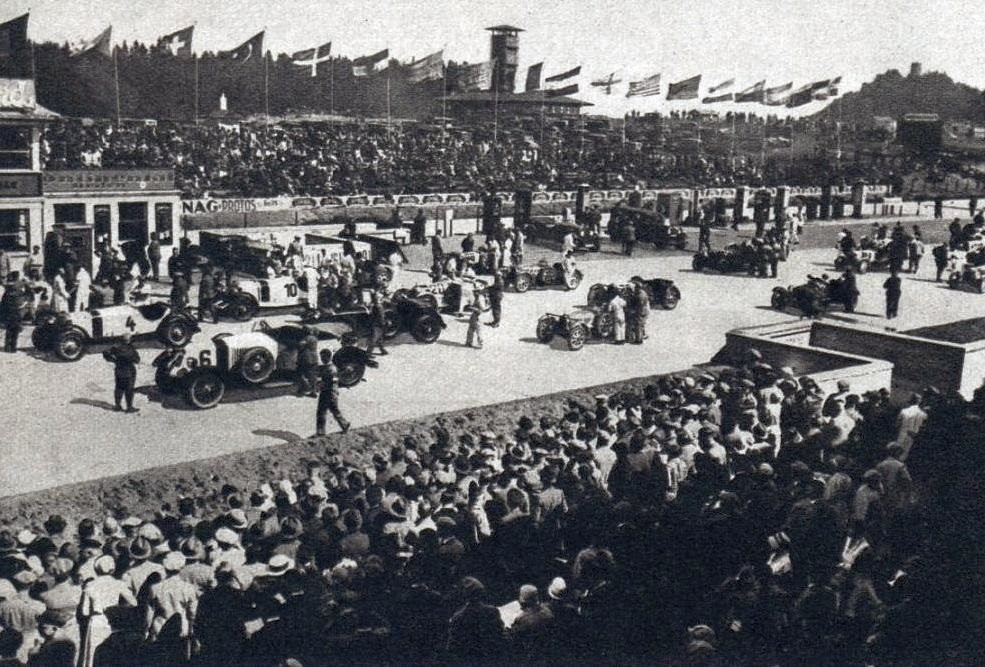
Startovní rošt při Velké ceně národů (Nürburgring 1929)

Brněnská Zbrojovka pověřila ing. Vladimíra Součka, který nastoupil do Zbrojovky k 1. 1. 1929 (po odchodu ing. Mackrleho), přepracovat Z 6V a připravit jej k závodu sportovních automobilů na Velkou cenu národů, která se uskutečnila na německém Nürburgringu 14. července 1929. Z 6V byl snížen, motor posunut o něco vzad (kompresor již "nevykukoval" před chladič), bylo přepracováno zavěšení náprav a brzdový systém. Byl osazen novými kompresory Roots a namáhané písty byly odlity s měděnou chladicí vložkou.
V třídě od 750 do 1500 cm³ startovali na Z 4V Ernst Prochaska (Arnošt Procházka)-Karel Divíšek na Z 4V (st. č. 50) a na 2 vozech Z 6V Karl "Flieger" Stohanzl-Anton Kahle (st. č. 54) a Josef Mamula (st. č. 56). Závod se jel na 18 kol tj. 508,77 km. Tovární jezdec Karl Stohanzl sice téměř celý závod svoji kategorii vedl, ale v předposledním kole opět propálil písty, což byla slabina tohoto motoru při delších jízdách. Josef Mamula s druhým vozem hrdinně dojel s posunutým ložiskem kardanu (uvolněné ložisko spojovacího hřídele), které mu bránilo v řazení převodových stupňů, a celý smáčený horkým olejem na druhém místě v kategorii, bohužel však po časovém limitu, takže nemohl být klasifikován. Karel „Tunal“ Divíšek se Z 4V sice dojel třetí, ale v důsledku defektu rovněž po časovém limitu, takže také nic. Nezdar byl pociťován správní radou Zbrojovky tak silně, že okamžitě závodní vozy prodala soukromníkům a hodlala nadobro zanechat závodní činnosti. Tím se vlastně v 50i letech uzavřela Stohanzlova závodnická kariéra.

### Největší úspěchy Karla Stohanzla
soutěže
- vítězství továrního týmu a vozů Z 18 Zbrojovky ("Flieger"/Stohanzl, Müttermüller a Soffer) na mezinárodní Rakouské zimní soutěži spolehlivosti W.M.H.V. (1927)
- vítězství továrního týmu a vozů Z 18 Zbrojovky ("Flieger"/Stohanzl, Müttermüller a Soffer) na mezinárodní Rakouské zimní soutěži spolehlivosti (1928)
- zisk Alpského poháru na mezinárodní Alpské soutěži spolehlivosti s vozem Z 18 (1928)
- 13. místo Karla Stohanzla při VIII. mezinárodní soutěži Automobil Klub Polski s vozem Z 18 (1929)

závody do vrchu
- vítězství ve třídě závodních vozů do 1,1 l na závodu automobilů do vrchu Schöber na Z 18 Sport (1927)
- vítězství ve třídě sportovních vozů do 1,1 l na závodu automobilů do vrchu Brno-Soběšice na Z 4V (1928)
- vítězství ve třídě sportovních vozů do 1,1 l na závodu automobilů do vrchu Schöber na Z 4V (1928)
- vítězství ve třídě sportovních vozů do 1,1 l na závodu automobilů do vrchu Zbraslav-Jíloviště na Z 4V (1929)

závody na okruhu
- 3. místo na 2. ročníku Pradědského okruhu (1928) v třídě do 1,1 l s vozem Z 18 Sport
- účast na Velké ceně národů sportovních vozů na Nürburgringu s vozem Z 6V (1929)